# Acuerdo de Londres de 1953 sobre la deuda alemana

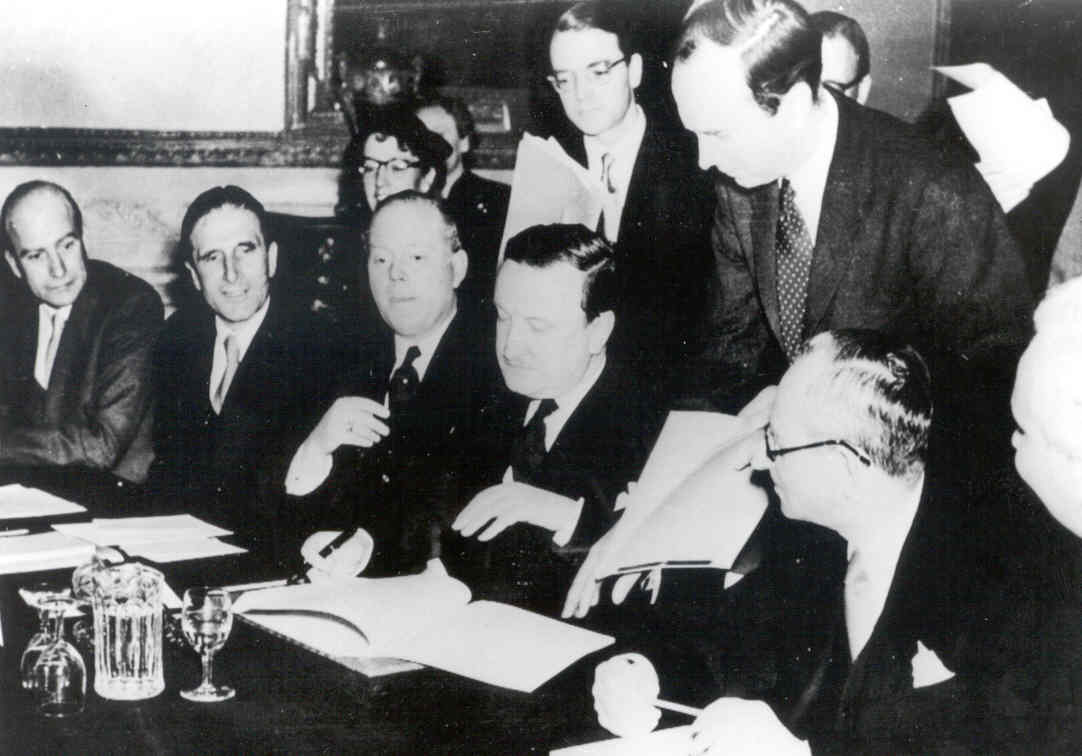
Hermann Josef Abs firma el Acuerdo de Londres sobre la Deuda Externa Alemana el 27 de febrero de 1953.

El Acuerdo sobre la deuda externa alemana de 1953 o Acuerdo de Londres de 1953 consistió en la quita o anulación de parte de la deuda externa alemana en un 62,6%; tanto las deudas contraídas en el período de entreguerras (Primera Guerra Mundial y Segunda Guerra Mundial) como las deudas resultantes de la postguerra -fin de la Segunda Guerra Mundial- por parte de 25 países acreedores.

## Antecedentes - Primera Guerra Mundial y Tratado de Versalles - 1919
Tras su derrota en la Primera Guerra Mundial Alemania, según el Tratado de Versalles de 1919 tenía que pagar reparaciones de guerra por una cifra inicial de 132.000 millones de marcos de oro (que llegarían a ser 226.000) con el objetivo primordial de evitar una rápida recuperación económica del país e impedir que fuera un peligro para Europa. Durante el período 1924-1929, Alemania, concretamente la República de Weimar, consiguió préstamos de Estados Unidos de América por más de un billón de dólares para hacer frente a las indemnizaciones impuestas en el Tratado de Versalles. A causa del crack de 1929 y ante el impago de las deudas por parte de Alemania, fue puesto en marcha el denominado Plan Young en 1930, que supuso la reducción de la deuda al 50%, esto es 112.000 millones de marcos de oro. Alemania fue después beneficiada por la Moratoria Hoove y también el Tratado de Lausana por las que Francia y Reino Unido renunciaron a las indemnizaciones que tenía pendientes Alemania. Como consecuencia de lo anterior la deuda alemana fue condonada en aproximadamente un 98% quedando un resto, el 2% que nunca fue pagada por Alemania ya que cuando Hitler llegó al poder suspendió el pago de la deuda ya que la consideró deuda odiosa.
Cuando de nuevo Alemania resulta vencida en la Segunda Guerra Mundial se la condena a pagar importantes indemnizaciones económicas por la guerra que la misma Alemania comenzó.

## El Acuerdo de Londres de 1953 sobre la quita de la deuda de Alemania

### Negociaciones del Acuerdo de Londres - febrero/agosto de 1953
Las negociaciones, celebradas en Londres, duraron desde el 27 de febrero hasta el 8 de agosto de 1953. El acuerdo recogía una quita sobre las deudas privadas alemanas, contraídas tanto en el período anterior a la Segunda Guerra Mundial -que ascendían a 22.600 millones de marcos- como la deuda de la posguerra estimada en 16.200 millones.

### Países Acreedores de Alemania que aceptaron la condonación de la deuda
Los acreedores, tanto los que poseían más deuda (Estados Unidos, Reino Unido y Francia) como otros muchos (Bélgica, Canadá, Ceilán, Dinamarca, Grecia, Irán, Irlanda, Italia, Liechtenstein, Luxemburgo, Noruega, Pakistán, España, Suecia, Suiza, la Unión de Sudáfrica y Yugoslavia, entre otros) acordaron la anulación de la deuda en un 62,6% quedando pendiente de pago 14.500 millones de marcos (7.500 millones correspondientes a las deudas privadas contraídas antes de la guerra y 7.000 correspondientes a la postguerra).

### Consecuencias del Acuerdo de Londres de 1953 para el crecimiento alemán
La reducción de la deuda de la República Federal Alemana (RFA) fue clave para su rápida reconstrucción después de la Segunda Guerra Mundial; el crecimiento supuso el resurgimiento de Alemania como potencia mundial. El cumplimiento de las condiciones impuestas permitió a Alemania entrar en las instituciones económicas internacionales, como el Banco Mundial, Fondo Monetario Internacional y Organización Mundial del Comercio.

### Finalización del pago de la deuda en 2010
El 3 de octubre de 2010 Alemania terminó de pagar la deuda pendiente según el acuerdo de Londres de 1953.

## Críticas a Alemania por su exigencia del pago íntegro de la deuda griega en 2013
Autores como Mervyn King (Gobernador del Banco de Inglaterra durante los años 2003 a 2013), Eric Toussaint o Edmundo Fayanas Escuer consideran que, en contraste con la quita o condonación de las deudas a Alemania tanto por la primera como Segunda Guerra Mundial, resultaría injusto el comportamiento de Alemania con Grecia durante la crisis financiera en Grecia de 2010-2013 a quien de manera insistente exigío el pago íntegro de su deuda. Este comportamiento de Alemania, según estos autores, reflejaría una profunda carencia de memoria histórica. Mervyn King señala que es particularmente desafortunado que Alemania parezca haber olvidado su propia historia. King recuerda que en 1934 Hjalmar Schacht, gobernador del Reichsbank, señaló que un país deudor sólo puede pagar cuando ha conseguido un superávit en su balanza comercial... y que Alemania pagó solamente el 10% de su deuda, pero no por tener superávit sino con fondos procedentes de préstamos de otros países para efectuar el pago de la deuda. Situación similar a la que se obligaría a Grecia y que hace imposible el pago de la deuda, según King.
Históricamente habría que recordar además que Grecia fue sancionada a dar compensaciones de guerra a Alemania desde el año 1881, por sus conflictos anteriores. Dichas compensaciones nunca han sido canceladas ni perdonadas por los alemanes. Así, en el año 1964, Alemania logró que tanto el PASOK -socialistas- como Nueva Democracia -conservadores-, reconocieran las deudas históricas y sus intereses. Hay que tener en cuenta que Alemania tiene con Grecia una deuda histórica que nunca ha pagado: Hitler invadió Grecia en 1941 imponiendo un préstamo al país griego por 3.500 millones de dólares para arreglar los destrozos de la ocupación militar alemana. Según Fayanas, acabada la II Guerra Mundial Alemania recompensó a Polonia en el año 1956 y a Yugoslavia en 1971 con 20.000 millones de dólares, quedando Grecia sin recibir compensación a pesar de haberla solicitado nueve veces a Alemania. Actualizada en 2010, la deuda de Alemania con Grecia alcanzaría la cifra de 163.800 millones de dólares además de las reparaciones de guerra que se han calculado en 332.000 millones, es decir, un total de 495.800 millones de dólares, cantidad suficiente para que Grecia saldara todas sus deudas provocadas por la crisis financiera en Grecia de 2010-2013 evitando por tanto el sufrimiento de la población provocado por Alemania y la Unión Europea.
Jacques Depla -economista francés que fuera asesor del expresidente francés Nicolás Sarkozy-, calculó en 2011 la deuda alemana con Grecia en 575.000 millones de dólares.
Alemania habría sido el país más favorecido por el denominado plan Marshall lo que permitió al país una rápida recuperación económica. Hay que recordar que muchas de sus multinacionales como Krupp, Thyssen, Volkswagen, Bayer, Agfa y otras, se beneficiarion de la mano de obra en condiciones de esclavitud de cientos de miles de prisioneros del nazismo -judíos, gitanos- que estaban confinados en más de 78 campos de concentración nazis.